# Madridprotokollet
Madridprotokollet är ett avtal mellan ett stort antal länder om internationell registrering av varumärken. Det trädde i kraft den 1 april 1996. Överenskommelsen innebär att ett företag eller privatperson kan ansöka om skydd för varumärken i andra länder än sitt hemland med en enda ansökan.
Ansökan om internationell registrering hanteras av World Intellectual Property Organization, WIPO, i Genève. En ansökan grundas på en registrering av varumärket i hemlandet eller i det land där företaget har sitt säte eller hemvist. Om ansökan i detta land inte leder till registrering av varumärket inom 5 år, så faller registreringen även i de länder som den internationella ansökan avser.
Den som ansöker om skydd för ett varumärke måste ange i vilka länder som skyddet ska gälla och det är upp till respektive land att avgöra om skyddet ska gälla i det landet.
1 oktober 2004 anslöt sig Europeiska unionen som en territoriell enhet till Madridprotokollet. Efter det kan skydd sökas i hela EU utan separata ansökningar för respektive land. Om ett av EU-länderna säger nej till en registrering så faller dock registreringen i samtliga EU-länder. Ansökning kan dock göras separat i varje land enligt Madridprotokollet.
Skyddet gäller i 10 år och kan förlängas med ytterligare 10 år vid utgången av föregående period.